# Connettore Tuchel
Connettore Tuchel è il termine colloquiale per indicare un collegamento a spina sviluppato dall'ingegnere tedesco Ulrich Tuchel negli anni 1930, ampiamente utilizzato nel campo dell'elettroacustica. Con la tecnologia audio contemporanea, il campo di attività coperto è ora in gran parte occupato dal connettore XLR, motivo per cui il connettore Tuchel è stato considerato obsoleto dagli anni 1980.

## Storia
I connettori Tuchel furono sviluppati da Ulrich Tuchel, un ingegnere della Reichs-Rundfunk-Gesellschaft, negli anni 1930, per facilitare la sostituzione degli apparecchi radio e furono ampiamente utilizzati per la prima volta alle Olimpiadi estive del 1936 a Berlino. Nel 1943 il contatto fu introdotto in tutti gli studi radiofonici tedeschi. Dopo la guerra, Tuchel fondò la società Tuchel Kontakt (oggi Amphenol-Tuchel Electronics GmbH), che continuò a produrre i connettori. Fino agli anni 1980, i connettori Tuchel erano utilizzati principalmente nei sistemi di amplificazione audio professionali e negli studi di registrazione per il collegamento di microfoni e altoparlanti.
La particolarità dei connettori erano i loro contatti autopulenti, ottenuti attraverso un design speciale come contatti a lama multipla. Di conseguenza, la resistenza di contatto era ridotta a meno di un dodicesimo rispetto ai connettori a banana.
Nel XXI secolo, i connettori Tuchel si trovano raramente, ad esempio nelle sale per eventi e nelle chiese allestite negli anni 1970 e 1980. Nel settore dell'audio professionale sono stati sostituiti principalmente dai connettori XLR più robusti e molto più maneggevoli, ma anche più grandi e nell'audio domestico con connettori RCA.

## Varianti

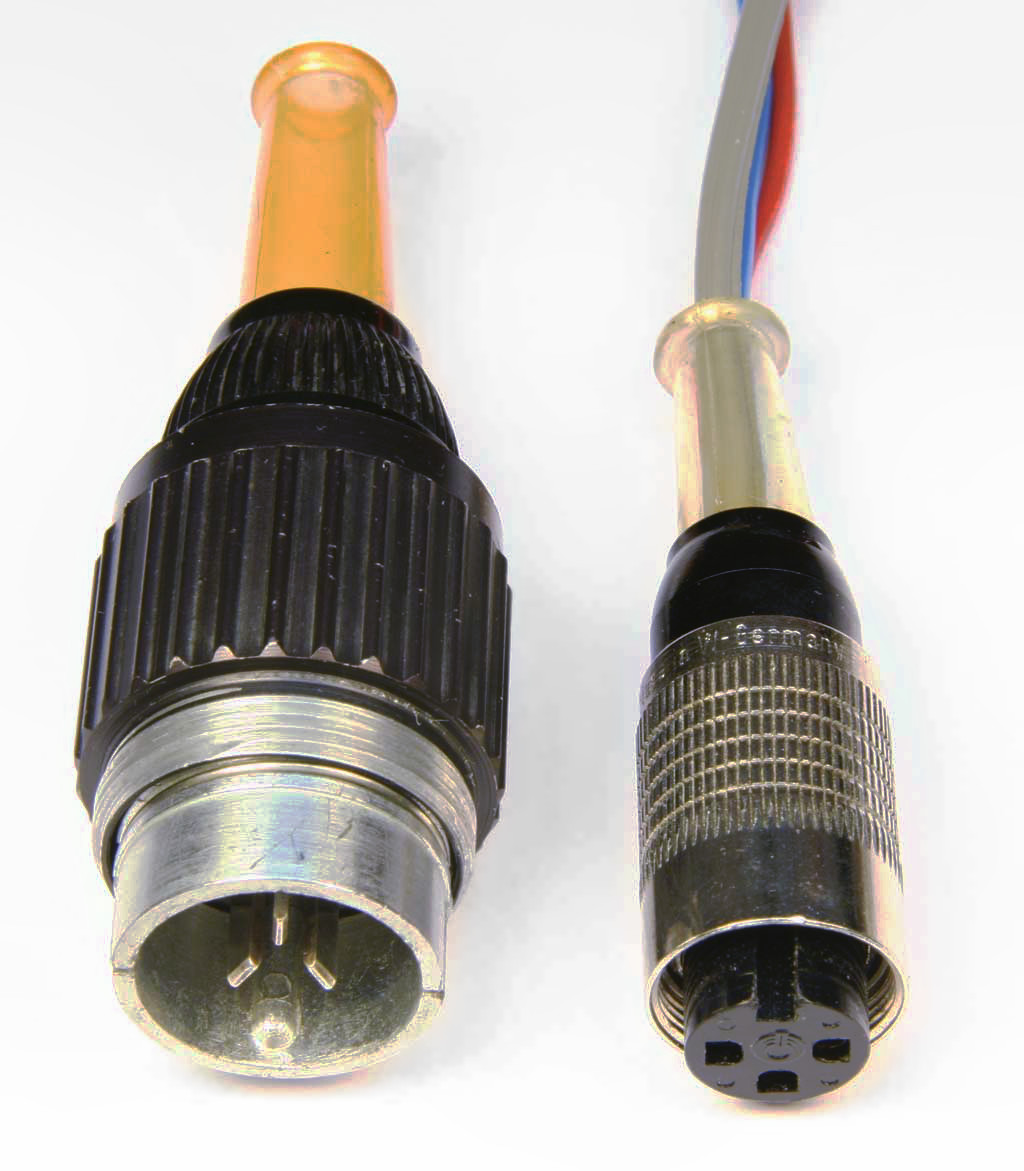
Una spina Tuchel grande e un raccordo Tuchel piccolo secondo la norma DIN

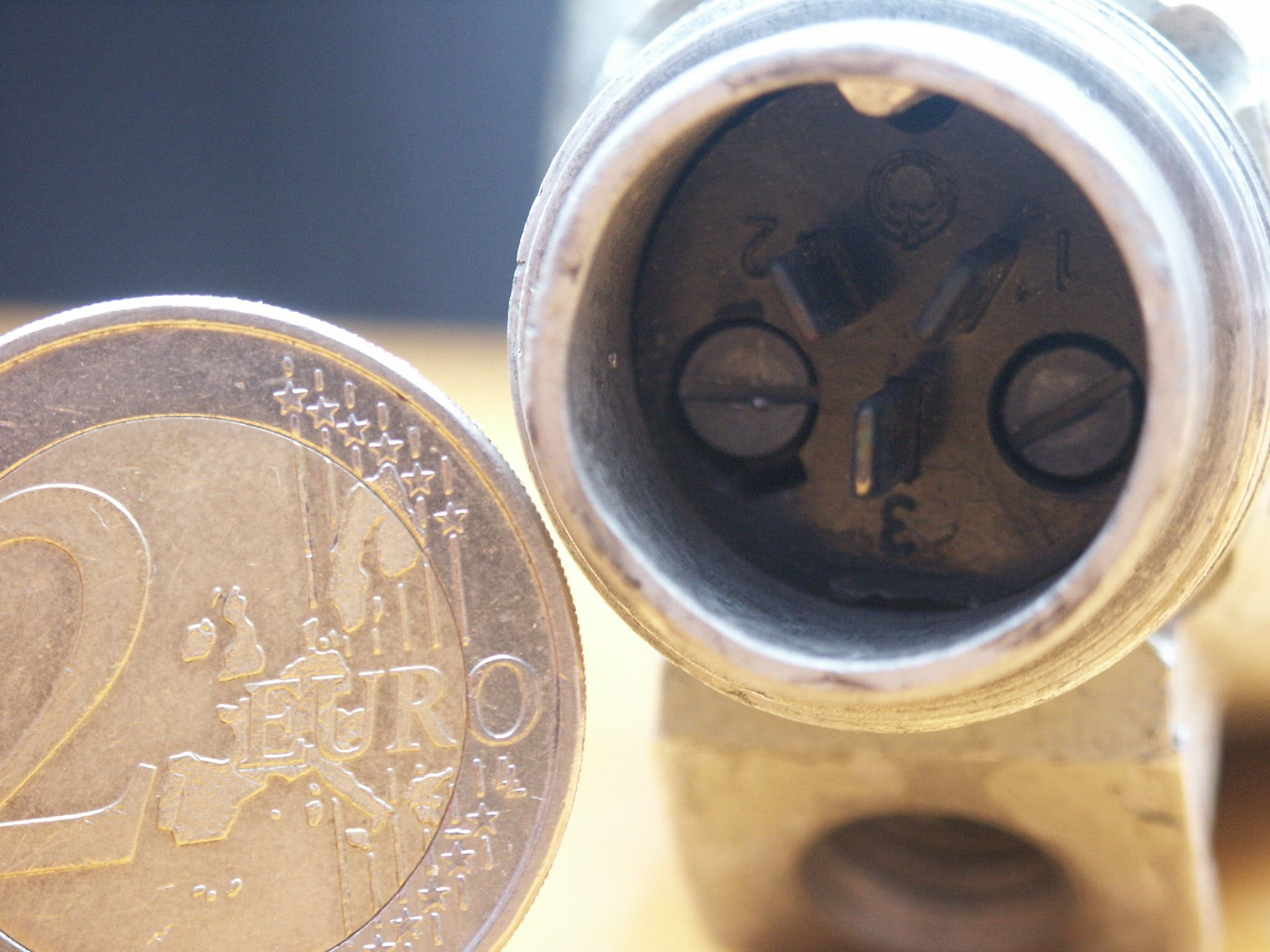
Il connettore Großtuchel nel confronto delle dimensioni

### Tuchel piccolo (DIN 41524)
Ancora oggi i connettori DIN avvitabili noti come Kleintuchel vengono prodotti secondo la norma DIN per connettori (DIN 41524) con un numero di poli da 3 a 8 (e con pin fini anche fino a 14) poli, anche fino a classe di protezione IP68. Oltre ad Amphenol-Tuchel, i produttori includono Franz Binder e Lumberg Connect GmbH.
L'assegnazione dei pin dei connettori Kleintuchel nella tecnologia audio è 1 = fase positiva (+), 2 = schermo (terra), 3 = fase negativa (-). Il conteggio corrisponde a quello del connettore DIN a 3 pin. Il giunto ha un manicotto rotante che si avvita sulla spina. La versione a 5 poli (180°) può essere utilizzata anche in alternativa agli innesti.

### Tuchel grande (DIN 41624)
C'era anche una variante di connettore più grande conosciuta come Großtuchel. Tipici del connettore Großtuchel erano i suoi tre contatti, disposti a "Y". Poteva essere bloccato avvitando.
L'assegnazione dei pin dei connettori Großtuchel nella tecnologia audio è 1 = fase positiva (+), 2 = fase negativa (-), 3 = schermo (terra). Se utilizzato come microfono o connessione dell'altoparlante il segnale è compatibile con i connettori XLR più utilizzati oggi per questo scopo, in modo che la conversione sia possibile senza problemi mediante opportuni raccordi, tenendo conto delle diverse assegnazioni dei pin (vedi XLR).
Nella foto a sinistra c'è un connettore Großtuchel (tipo T 3079 002) e a destra un raccordo Kleintuchel (tipo T 3261 001). 

## Altri prodotti Tuchel
Altri connettori dell'azienda Tuchel includevano strisce di contatto rettangolari, altri connettori circolari, connettori da laboratorio da 4 mm e connettori DIN non avvitabili.